# Lišáci, Myšáci a Šibeničák
Lišáci, Myšáci a Šibeničák je česká filmová komedie režisérky Věry Plívové-Šimkové z roku 1970.

## Obsazení
| Zdeněk Tůma         | Zrzek (Jožan), syn hrobníka     |
| Jan Kraus           | Myšák (Olda)                    |
| Milan Bokeš         | Dýmaček                         |
| Vladimír Rieger     | Vincek                          |
| Zdeněk Matys        | Gusta                           |
| Blažena Hendrychová | Barborka, dcera hajného         |
| Kateřina Šimková    | Maruška                         |
| Šárka Nováková      | Lipka                           |
| Toník Šimek         | Malý                            |
| Luděk Kučera        | Fanda                           |
| Jiří Hartman        | hajný                           |
| Vladimír Ptáček     | Myšákův otec, předseda družstva |
| Miloš Bílek         | Zrzkův otec, hrobník            |
| Slávka Hubičková    | Zrzkova matka                   |
| František Pacholík  | děda                            |
| Yveta Buriánková    | Kačka                           |
| Alena Hartychová    | Andula                          |
| Bohumil Koška       | zvěrolékař                      |

## Tvůrci
- Námět: Věra Plívová-Šimková
- Scénář: Věra Šimková-Plívová
- Hudba: Zdeněk Liška
- Zvuk: Blažej Bernard
- Kamera: Emil Sirotek
- Střih: Miroslav Hájek
- Režie: Věra Plívová-Šimková
- Pomocná režie: Jaromír Dvořáček
- Produkce: Erich Švabík
- Další údaje: černobílý, 74 min., komedie